# Лиза из Ламбета
«Лиза из Ламбета» (англ. Liza of Lambeth) — первый роман английского писателя Уильяма Сомерсета Моэма, написанный в 1897 году.

## Сюжет
Роман, созданный в лучших традициях «натуральной школы», — печальная история жизни восемнадцатилетней Лизы, бойкой и задорной девушки из рабочего предместья, имевшей несчастье влюбиться в сильного, властного и женатого мужчину. История трагедии, в которой Лиза бесхитростно отдается своим чувствам, безропотно принимая выпавший ей жребий.